# ダヴィデ・バルテサーギ
ダヴィデ・バルテサーギ（Davide Bartesaghi, 2005年12月29日 - ）は、イタリア・エルバ出身のサッカー選手。セリエA・ACミラン所属。ポジションはポジションはDF（LSB）。

## 経歴
アタランタBCの下部組織でプレーを始め、2012年に7歳でACミランの下部組織に入団した。トップチームのプレシーズンツアーに参加し、2023年8月21日、開幕戦となる第1節ボローニャFC戦にてトップチーム初招集を受けた。同年9月23日、セリエA第5節エラス・ヴェローナ戦にて後半75分、アレッサンドロ・フロレンツィと交代でトップチームデビューを果たした。10月2日、クラブと2026年6月30日までのプロ契約を結んだ。

## 代表経歴
イタリア代表のユース代表で、2023年にイタリアU19代表に招集されている。

## プレースタイル
ユースのキャリアをFWとしてスタートさせ、その後ウイングに移った。その後、彼はメッツァーラとしてプレーし続け、最終的には攻撃的なサイドバックとして定着した。左利きである彼は、4人守備における左サイドバックの役割を希望のポジションとして挙げている。彼は3バックの左サイドのセンターバックとしても、3-4-3フォーメーションの左ウイングバックとしてもプレーできる。